# ジョン・ラモン・アボイティス
ジョン・ラモン・メレンデス・アボイティス（Jon Ramon Melendez Aboitiz、1948年4月26日 - 2018年11月30日）は、フィリピン・セブ出身の実業家。ビサヤ諸島の中心都市セブを拠点とするアボイティス財閥のトップであり、財閥の旗艦企業であるアボイティス・エクイティー・ベンチャー(AEV)の会長を務めた。

## 経歴
1948年、ジョン・ラモン・アボイティスはビサヤ諸島の中心都市セブに生まれた。アメリカ合衆国カリフォルニア州のサンタクララ大学で経営学を専攻し、商学の学士号を取得した後、1970年にアボイティス財閥で働き始めた。妻のロサリオ・ベルグスとの間に3人の子どもを儲けている。
1976年にはアボイティス船舶会社の管理職から社長に就任した。1991年から2009年にはアボイティス&カンパニー(ACO)の社長兼最高経営責任者(CEO)を務め、1994年から2009年にはアボイティス財閥の旗艦企業であるアボイティス・エクイティー・ベンチャー(AEV)の社長兼最高経営責任者(CEO)を務めた。アボイティス財閥を構成する産業は、銀行、食品業、交通・物流業、不動産業、建設業、造船業、レジャー・リゾート産業など多岐にわたる。2009年以後にはACOやAEVの会長を務めた。
2015年版のフォーブス誌による「フィリピン長者番付」では、アボイティス家（Aboitiz Family）として第7位にランクインした。2018年版の「フィリピン長者番付」では、ジョンとミケルのアボイティス兄弟が33位にランクインした。フォーブス誌によるとアボイティス兄弟の総資産は2億6500万ドルだった。2018年11月30日、癌のために70歳で死去した。

## 人物
アボイティス家はバスク系フィリピン人（スペイン系フィリピン人）であり、19世紀にバスク地方のビスカヤ県レア＝アルティバイ郡からフィリピンに移住した。フィリピンの財閥の多くはバスク系人によって設立され、今日のバスク系フィリピン人でもっともバスク人意識が高いのはアボイティス家であるとされる。アボイティス家の家系図を見るとバスク系人同士での結婚を奨励してきたことが明白であり、家系図にはアリサレタ、ルスリアガ、メンディエタ、モラサ、メンデソナ、ウガルテ、ウリアルテ、イラストルサなどの姓が登場する。
父親はエドゥアルド・J・アボイティスであり、母親はフランシスカ・M・メレンデスである。祖父はドン・ラモン・アボイティスであり、曽祖父は19世紀末にアボイティス財閥を設立したパウリーノ・アボイティスである。